# 唐納德·揚
唐納德·奧利弗·揚（Donald Oliver Young，1989年7月23日—）生於芝加哥，是一位美國男子職業網球運動員，現居美國亞特蘭大。曾代表美國參加2012年夏季奧林匹克運動會。

## 外部連結
- 唐納德·揚（英文/西班牙文）的官方資料
- 唐納德·揚的國際網球總會 職業／青少年 官方資料（英文）
- 唐納德·揚的官方資料（英文）